# Дайамонд-Хед
Да́йамонд-Хед (англ. Diamond Head — алмазная или бриллиантовая голова) — вулканический конус, образовавшийся в результате извержения вулкана Коолау. Расположен на острове Оаху, к востоку от Вайкики, района города Гонолулу, штат Гавайи. Кратеру Дайамонд-Хед приблизительно 200 тысяч. лет. На языке коренных гавайцев гора-кратер известна как Лииахи (гав. Lē'ahi). Кратер получил своё названия в XIX веке после того, как группа английских моряков нашла на дне кратера слитки блестящего камня, который они приняли за алмазы, впоследствии оказавшиеся известковым шпатом.

## Геология
Дайамонд-Хед — часть целого комплекса вулканических конусов, выводных каналов и лавовых потоков, возникших в результате серии извержений вулкана Коолау (гав. Koʻolau), известных как Гонолулская вулканическая серия, случившихся гораздо позднее того времени, когда вулкан сформировался и заснул. Её результатом стали многие местные геологические достопримечательности, такие как кратер Панчбол, залив Ханаума, Коко-Хед и остров Манана.
Дайамонд-Хед, намного моложе, чем основная масса вулканического хребта Коолау. В то время, как возраст хребта приблизительно 2,6 миллиона лет, возраст Дайамонд-Хед, по мнению большинства специалистов, приблизительно 200 000 лет. Вулкан окончательно потух приблизительно 150 000 лет назад.
Извержение, в результате которого возник кратер, скорее всего было кратковременным и длилось не больше нескольких суток. По оценкам специалистов это был мощный взрыв. Когда кратер был первоначально сформирован, уровень моря, как полагают, был выше, и взрыв прорвался по коралловому рифу. Другим фактором образования кратера могла быть выходящая магма, входящая в контакт с грунтовыми водами. Относительно короткий период извержения, как думают, объясняет симметрическую природу конуса кратера Дайамонд-Хед. Так как тип многочисленных извержений, которые образовали Дайамонд-Хед, имеет тенденцию быть моногенетическим, у геологов нет оснований ожидать новых извержений.

## Галерея

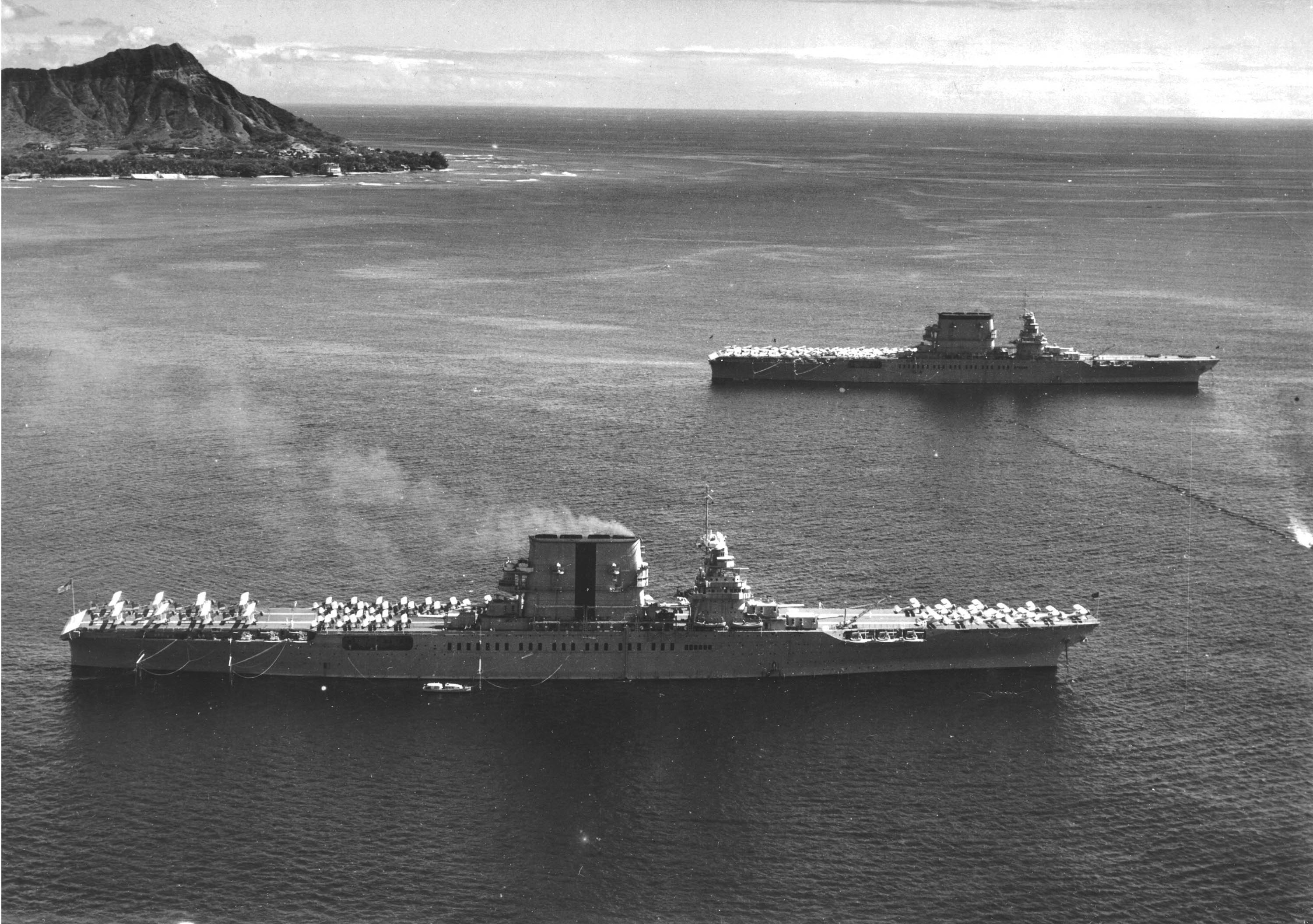
Американские авианосцы «Саратога» и «Лексингтон», 2 февраля 1933 года
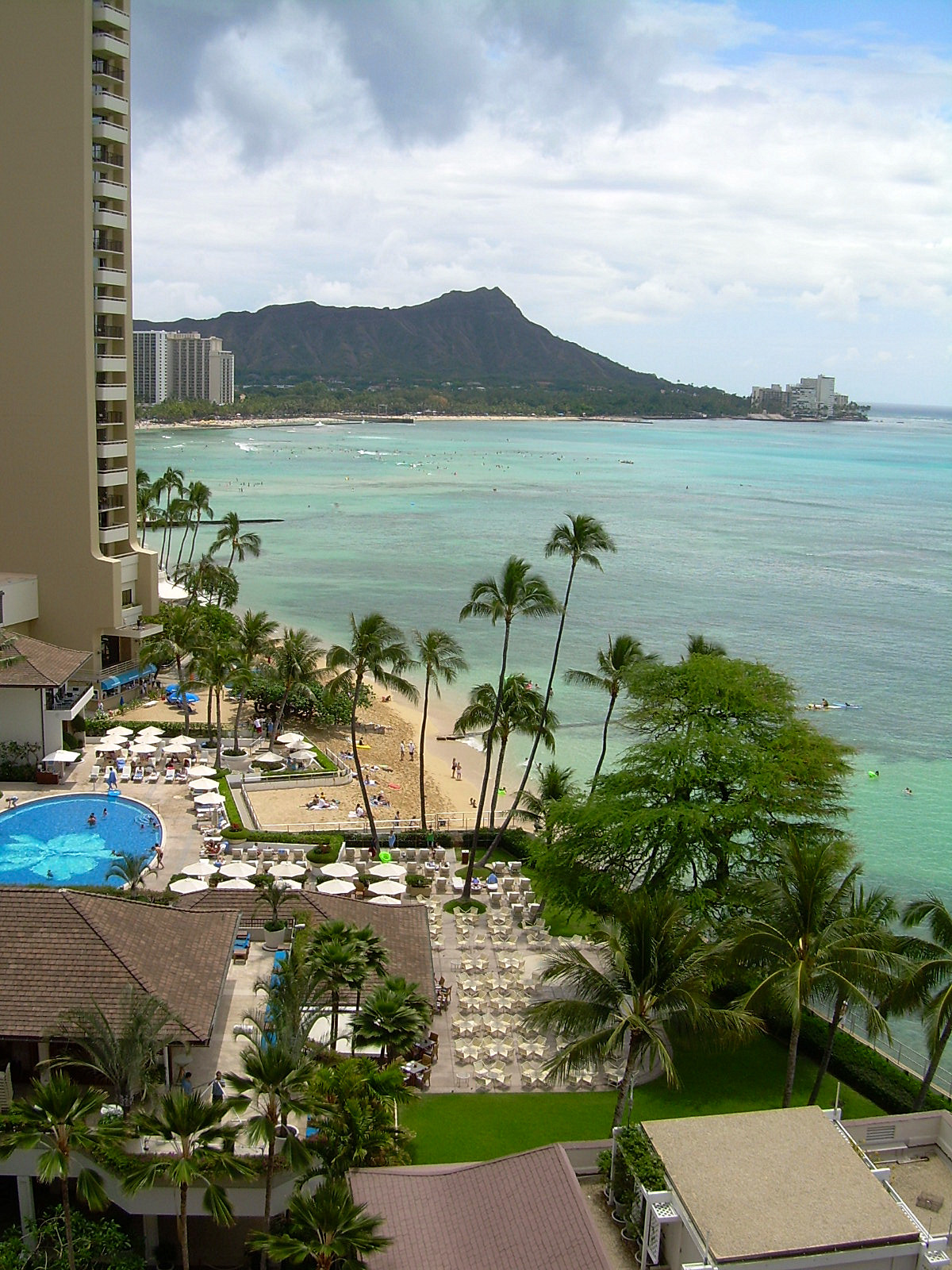
Вид из одного из отелей.
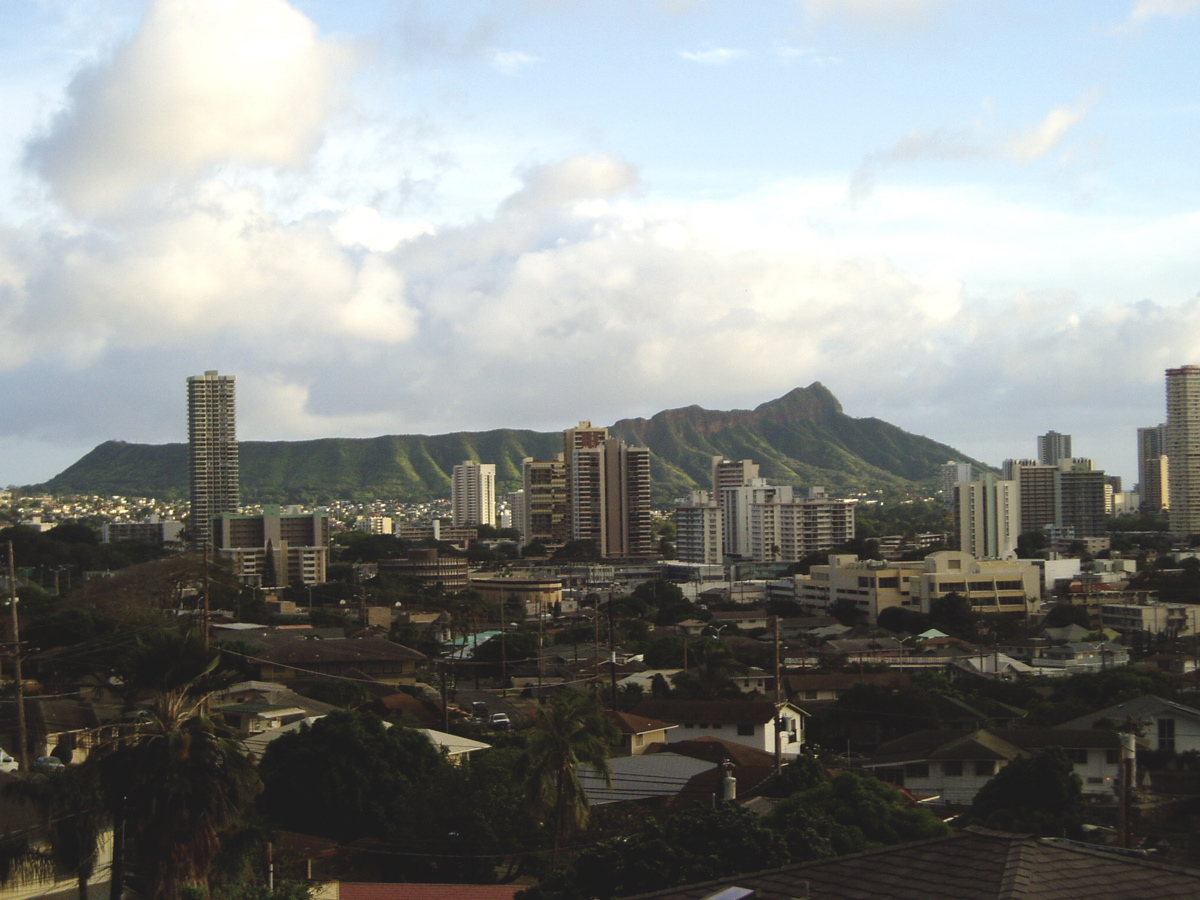
Вид из центра Панчбоул зимой
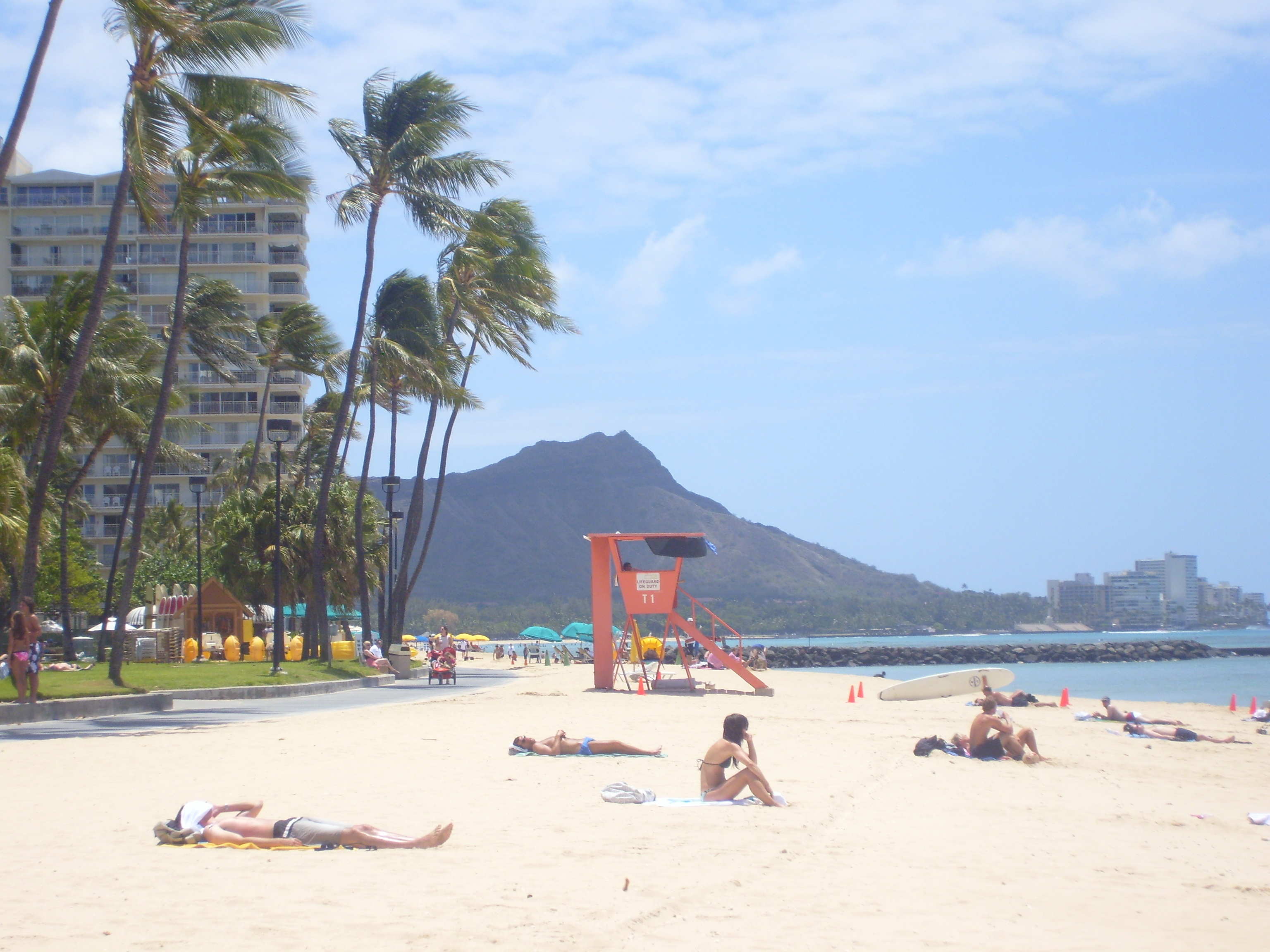
Вид с Вайкики
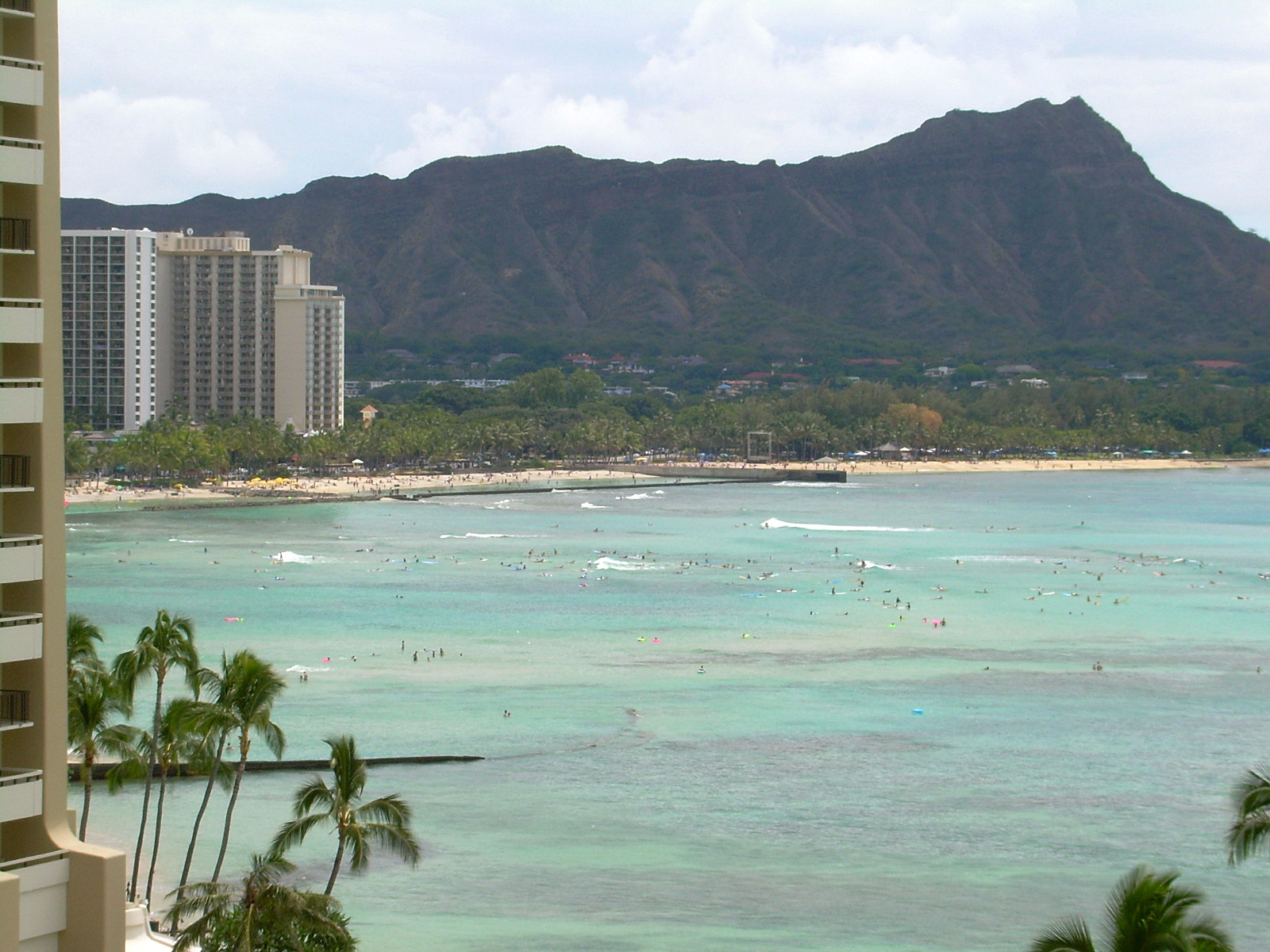
Вид на кратер и пляж
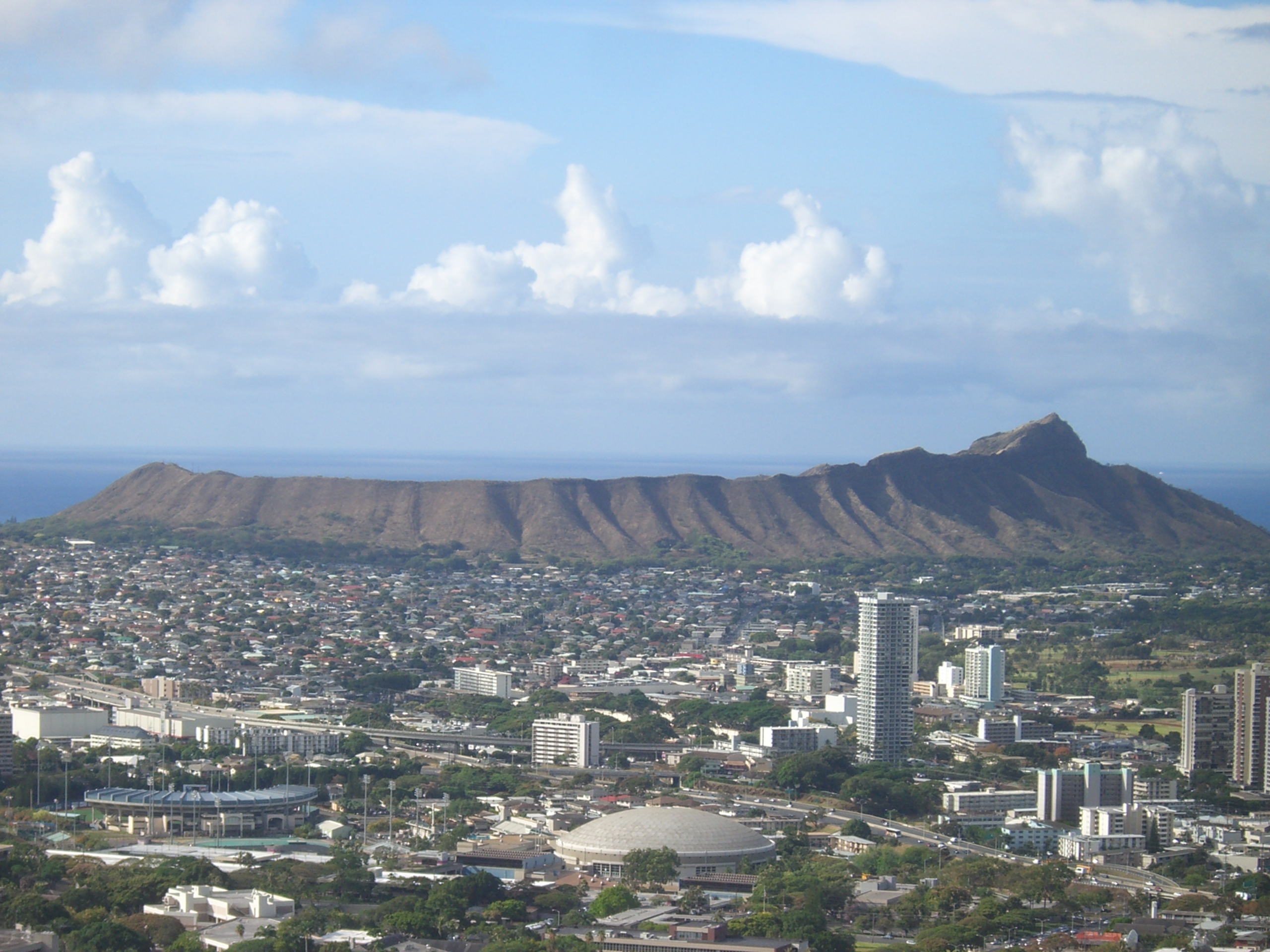
Вид на кратер с Round Top Drive.
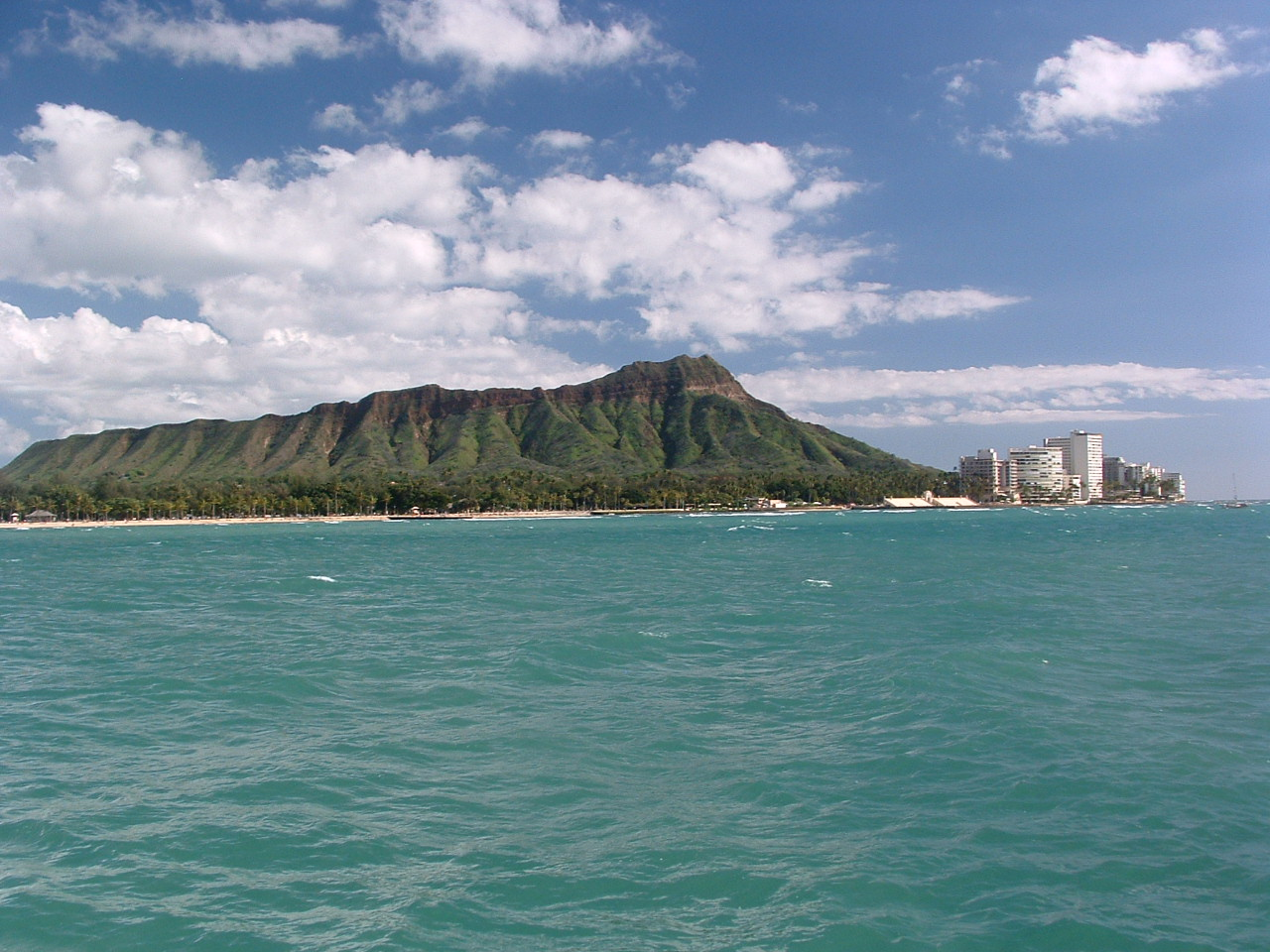
Вид на Дайамонд-Хед с Вайкики.